# 아모레스 콘 트람파
《아모레스 콘 트람파》(스페인어: Amores con trampa)은 2015년 방영된 멕시코의 텔레노벨라이다.